# KKDZ
KKDZ (1250 AM) é uma estação de rádio em Seattle, Washington, licenciada para operar com 5.000 watts em tempo integral. Foi licenciado pela primeira vez em abril de 1922 como KTW e é uma das mais antigas dos Estados Unidos.